# Sanidad Militar en la Guerra de la Triple Alianza
Los cuerpos de Sanidad Militar en la Guerra de la Triple Alianza tuvieron un destacado papel en la atención de heridos y en el desesperado e ineficaz intento de contener las epidemias que asolaron a los ejércitos, causa principal de mortandad durante la llamada Guerra de la Triple Alianza o Guerra del Paraguay.

## Sanidad Militar Argentina
Al comenzar la guerra la República Argentina no contaba con una organización de sanidad militar adecuada, ni con instrumental ni ambulancias suficientes.
Iniciados los primeros combates sólo se contaba con un médico recibido, Pedro Mallo, y 8 alumnos de la Facultad de Medicina de la Universidad de Buenos Aires, el más avanzado de los cuales era Francisco Albarracín (6° año).
El 9 de mayo de 1865 se creaba el Cuerpo Médico encabezado por el cirujano mayor (grado de coronel) Hilario Almeyra y los cirujanos principales (teniente coronel) Manuel de Biedma, Caupolicán Molina y Joaquín Díaz de Bedoya. Mientras la lucha se centró en las riberas del Uruguay los principales hospitales fijos fueron los de Concordia, Paraná (Pedro Antonio Pardo) y Paso de los Libres (Francisco Javier Muñiz).
Trasladado el conflicto al norte, el principal hospital fue el de Corrientes, a cargo del mismo Muñiz.
Reforzaban el operativo una sala de sangre en el Hospital de la Caridad de Rosario, un nuevo hospital en Retiro y el vapor Pavón, convertido en buque hospital durante la campaña de Humaitá. Organizado el ejército en dos cuerpos cada uno contó con un hospital militar a cargo de los doctores Caupolicán Molina (I Cuerpo) y Díaz de Bedoya (II), los que brindaron heroicos servicios bajo fuego.
Sin embargo durante toda la guerra no se desarrolló una adecuada cadena de evacuación y se tendía a la curación inmediata de los heridos sobre la línea de fuego. Los hospitales de sangre por otra parte eran tiendas de campaña que se montaban generalmente en los campamentos y cercanos a las operaciones.
El 9 de agosto de 1865 se creó en Buenos Aires la Comisión Sanitaria encabezada por Juan José Montes de Oca (1806-1876). Limitada en sus atribuciones por el gobierno, prestó servicios proveyendo material y voluntarios al hospital de la ciudad de Corrientes. Se creó también una Comisión Inspectora presidida por Carlos Durand y Leopoldo Montes de Oca.
Los principales problemas eran, aparte de las heridas en batalla, los déficit alimenticios, la falta de agua potable y, relacionados especialmente con este último problema, las epidemias.
La disentería fue la primera epidemia: al rendirse Uruguayana los prisioneros contagiaron rápidamente a las tropas aliadas. Un segundo brote tuvo lugar en las preliminares de la batalla de Tuyutí.
El paludismo apareció en el campamento de Itapirú, afectó a las dos terceras partes de las tropas y prevaleció durante toda la guerra.
En abril de 1867 el cólera traído por tropas brasileñas asoló los ejércitos. En el argentino estalló en el hospital del campamento de Tuyú Cué a cargo de Lucilo del Castillo y causó en un mes unas 800 bajas. En septiembre hubo un segundo brote y finalmente la enfermedad alcanzó Rosario (Argentina) y la ciudad de Buenos Aires causando la muerte del vicepresidente Marcos Paz.
A fines del año 1865 y principios de 1866 cuando la colaboración del Gobierno Nacional no llegaba en medida suficiente, fue una comisión de damas correntinas que ayudaron en la tarea del cuidado de enfermos y heridos, sobre todo después del combate de Pehuajó el 31 de enero de 1866.  Posteriormente a esta batalla comenzaron a arribar los primeros grupos considerables de heridos, centralizándolos en el Hospital de Santo Domingo, ubicado donde actualmente se halla el edificio de la Intendencia Municipal de la Capital provincial. 
Con autorización del presidente Bartolomé Mitre, se conformó una comisión encargada del hospital militar de Corrientes, compuesta por Antonio Santos, Rafael Gallino, Melitón Quiroz, Domingo Latorre y Tiburcio Fonseca. A pesar de las disposiciones emanadas, la demora de la ayuda oficial se apreciaba en diferentes suministros, hasta con alimentos escasos, lo que ocasionó la muerte de un enfermo por hambruna, según una denuncia. Los hospitales de sangre- llamados también de esa manera- necesitaban de la colaboración y solidaridad ciudadana ya que los mismos no se encontraban lo suficientemente organizados. Muestra de ello, ni siquiera el Cirujano mayor Dr. Hilario Almeida había arribado a los hospitales en Corrientes a principio de febrero de 1866.
Recién a mediados del mes de febrero de 1866 llegaron a Corrientes las esperadas Hermanas de la Caridad, religiosas extranjeras que prestaron notable ayuda a los soldados convalecientes. Los primeros días de abril, los dos hospitales argentinos habilitados –el de la “Batería” y el de la “Fabrica” al sur de la ciudad-, no daban abasto, por tal motivo se preparó el teatro de la ciudad con una capacidad de cien camas. Habilitándose también como hospitales el ex Hotel de los Aliados y el Convento de la Merced.
Los buques hospital como el “Pavón”, el “11 de junio” y el “Duque de Saxe” navegaban trayendo permanentemente heridos del frente de batalla. También eran trasportados en ambulancias tirada por caballos especialmente acondicionada sobre elásticos y cuatro ruedas, con una capacidad máxima de doce camillas cada una.
Para el mes de abril recién se suplió la carencia de médicos, ya que arribaron a Corrientes para sumarse en los hospitales argentinos los Dres. Juan J. Montes de Oca, Manuel A Montes de Oca, Nicanor Alvarelos, José R. Lucena y Ventura Roset. Y a principios del mes de junio se sumaron cuatro más, entre ellos el Dr. Pineda.
Debido a la numerosa población hospitalaria los suministros nunca fueron los suficientes. Las hilas para vendajes escasearon a pesar de la donación solidaria de la población, que las donaron en gran cantidad. Los periódicos en marzo continuaban solicitando hilas y vendas para los heridos argentinos. Pero con el transcurrir de los meses esos reclamos se fueron supliendo ya que el mismo Director de los Hospitales Argentinos el 11 de septiembre de 1866 agradeció a la población de Corrientes y de las ciudades de Córdoba, Santa Fe, Rosario, Montevideo y Buenos Aires por las importantes donaciones recibidas. Los hospitales brasileños también recibían las quejas de la población, sobre todo por la falta de higiene y los temores de enfermedades contagiosas. Estos estaban divididos en varias unidades por la ciudad pero uno de los más importante se hallaba en el denominado “Saladero de Zelaya”.
Los ejércitos de los tres países aliados contaban en sus estructuras con propios cuerpos sanitarios y sus hospitales por los que cada uno se manejó en forma autónoma, dependiendo de su propia jerarquía militar.
Generalmente a los pocos días de desarrollarse alguna batalla o combate importante en el frente paraguayo, arribaban por vía fluvial o terrestre los mayores grupos de heridos. Así ocurrió entre los meses de mayo y septiembre de 1866 cuando se sucedieron los sangrientos combates como los de Estero Ballaco (12 de mayo), Tuyuty (24 de mayo), Boquerón (16 y 18 de julio), Curuzú (3 de septiembre) y Curupaity (22 de septiembre). En días posteriores al combate de Curupaity, a fines de septiembre de 1866, fueron desbordados todos los hospitales habilitados, por lo que se colocaron más camas en domicilios particulares y templos religiosos. Así por ejemplo se solicitó con urgencia espacios físicos para gran cantidad de heridos a consecuencia de aquel combate, ya que arribarían a la ciudad inminentemente seiscientos heridos aproximadamente.
Otro de los sucesos que tuvo en vilo a la ciudad, y repercutió en los hospitales militares fue la epidemia de cólera que se desató en el mes de abril de 1867, cobrando numerosas víctimas, más aún a los que se hallaban heridos y desprotegidos en los centros hospitalarios. La falta de higiene en muchos casos y las altas temperaturas de los meses de verano contribuían a que se generen focos infecciosos. Fueron los primeros tres años de la contienda bélica que repercutieron más fuertemente en Corrientes, y en ese tiempo las exigencias sanitarias y hospitalarias requirieron un mayor apoyo tanto del gobierno provincial como nacional.

## Sanidad Militar brasileña
Si bien comparativamente las fuerzas armadas del Imperio del Brasil contaron desde el inicio de la contienda con un sistema sanitario superior al de sus aliados y adversarios, tanto en hospitales como en cuerpo médico tuvieron también serias dificultades para proveerse de voluntarios con experiencia y debieron acudir también a estudiantes y fue el hospital de Bahía el que proveyó buena parte de los médicos y practicantes. Para conseguir reclutar profesionales con experiencia hubo que pagar elevados salarios, superiores a los percibidos por los grados más altos de los Cuerpos de Sanidad de la nación.
La Marina y el Ejército contaban con cuerpos sanitarios separados, el del Ejército inicialmente a cargo del doctor José Ribeiro de Souza Fontes.
En 1867 Francisco Bonifácio de Abreu fue nombrado inspector de los hospitales de campaña y en 1869 jefe del Cuerpo de Sanidad Militar del Ejército.
los heridos eran tratados en el terreno y trasladados a los hospitales de sangre en tierra o en unidades navales (hospitales flotantes) y finalmente derivados a los hospitales fijos. Los principales hospitales cercanos al teatro de operaciones eran el Hospital de la Marina en Corrientes, el de Cerrito y el Hospital de Sangrue de la Escuadra, a bordo del navío hospital Onze de Junho.
En retaguardia, los principales hospitales militares eran los de Bahía, Florianópolis y Río de Janeiro, donde se creó también la Sociedade do Asilo de Inválidos da Pátria, encabezada por José Joaquim de Lima e Silva, hermano del Duque de Caxias.
A diferencia de los restantes contendientes, Brasil contó desde 1867 con un cuerpo de enfermeras de la Hermandad de San Vicente de Paul.
Pese a las críticas de la prensa brasileña de que los médicos de campaña no enfrentaban los riesgos en batalla y que la mortalidad en los hospitales era excesiva, 26 fallecieron en el conflicto y la mortalidad (13,6%) era normal para la época.
Destacó la participación del teniente médico João Severiano da Fonseca, quien sería con el tiempo considerado "Patrono" del servicio sanitario del ejército brasileño.
Fue también una acusación habitual que mientras los escasos médicos argentinos atendían heridos de sus aliados y paraguayos, los brasileños fueron muy poco colaboradores con sus aliados: «Sistemáticamente se negaron atender otros heridos que no fueran sus propios compatriotas, lo cual motivo una fuerte protesta por parte del Dr. Biedma».
Las epidemias que afectaron sus tropas fueron las mismas que al resto de los contendientes. Una de las principales causas de la difusión de epidemias fue la costumbre generalizada, y según Caxias deliberada, especialmente entre los brasileños que hacían uso prácticamente exclusivo de los hospitales flotantes, de arrojar los cadáveres a los ríos y lagos.

## Sanidad Militar uruguaya
Si bien Uruguay contaba con un cuerpo de sanidad rudimentario, tras la guerra civil debió enfrentar el conflicto sin una organización adecuada y desde el inicio las tropas uruguayas de la División Oriental debieron recurrir sistemáticamente a la asistencia de los médicos argentinos.
Aunque no contara con un cuerpo de sanidad organizado, cuatro cirujanos de campaña (Pedro Olazábal, Tomás Lacueva y Cucarro, Federico Asnoldi y Cayetano Borda) acompañaban a las tropas orientales.

## Sanidad Militar paraguaya
Al igual que en otros aspectos logísticos (armerías, astilleros, fundiciones, fortificaciones) la sanidad militar del
Así, el Cuerpo Médico del Ejército Paraguayo estuvo a cargo del inglés Guillermo Stewart con el rango de Coronel de Sanidad, acompañado por los británicos Frederick Skiner, John Fox, George Barton y Jorge Federico Masterman (farmacéutico). Stewart enseñó a 140 jóvenes rudimentos de medicina de campaña y los incorporó como practicantes con grado de alférez o teniente.
En Humaitá se estableció el principal Hospital de Campaña, y en retaguardia los hospitales de Asunción del Paraguay.
En septiembre de 1865 el sarampión afectó a la División Sur y en marzo de 1866 la viruela pero al igual que para sus adversarios también el cólera el principal flagelo. Entre sus primeras víctimas se contaron los coroneles Francisco Pereira, jefe de caballerìa de vanguardia y Francisco González, comandante del 6° batallón.